# Монтелепре
Монтелѐпре (на италиански: Montelepre, на сицилиански Muncilebbri, Мунчилебри) е градче и община в Южна Италия, провинция Палермо, автономен регион и остров Сицилия. Разположено е на 343 m надморска височина. Населението на общината е 6459 души (към 2010 г.).

## Известни личности
Родени в Монтелепре
- Салваторе Джулиано (1922-1950), престъпник